# André Viard (cuisinier)
Pour les articles homonymes, voir Viard.
André Viard (1759-1834), auteur culinaire et chef cuisinier de la période révolutionnaire jusqu’à la Restauration, est l’auteur du Cuisinier impérial (1806) et de sa suite Le Cuisinier royal (1817), manuel de cuisine de référence au XIXe siècle, qui connut au total 32 éditions jusqu’en 1875.

## Biographie
André Viard se forme au service de Louis-Philippe de Ségur, qu’il accompagne dans son ambassade à Saint-Pétersbourg. En 1787, vers l’âge de 28 ans, il est attaché à sa suite et celle de l’impératrice Catherine II lors de leur voyage en Crimée. Revenu en France, il se perfectionne auprès de grands chefs parisiens, notamment les frères Richaud, restaurateurs en vogue dont l’établissement est régulièrement fréquenté par les députés du Directoire, et Lasne, chef-cuisinier d’Eugène de Beauharnais, qui lui transmet la plupart de ses recettes. Il dirige à certaines occasions les cuisines de l’archichancelier Cambacérès,. Son activité le porte à Vienne, Saint-Pétersbourg et surtout Londres, où il décline une offre d’engagement comme officier de bouche pour le futur roi d’Angleterre George IV,.
En 1806, il fait paraître (chez l’éditeur-libraire Jean-Nicolas Barba) Le Cuisinier impérial, recueil d’environ 950 recettes et grand succès de librairie. Le livre change de nom pour devenir Le Cuisinier royal en 1814, ouvrage dont l’édition la plus connue est celle de 1817, amplement corrigée et enrichie. Viard interrompt ensuite son travail d’écriture pour se consacrer à son métier de chef cuisinier, mais Le Cuisinier royal (renommé Le Cuisinier impérial de la ville et des champs à partir de 1852) continue d'être publié sans interruption avec des apports de nouveaux auteurs jusqu’en 1875, soit au total pendant près de 70 ans.
Vers 1817, alors qu’il travaille sur Le Cuisinier royal après plusieurs années passées à l’étranger et qu’il songe à arrêter sa carrière, il cède aux avances insistantes de Francis Egerton, 8e comte de Bridgewater, qui tient à l’embaucher pour son service personnel. Richissime, celui-ci possède à Paris le luxueux hôtel de Noailles situé rue Saint-Honoré et se fait remarquer par ses nombreuses excentricités. Egerton demande à Viard de fixer ses propres conditions d’embauche, ce seront 12 000 francs annuels, une résidence séparée en plus de son logement à l’hôtel de Noailles, et une indemnité supplémentaire pour ses repas qu’il prend généralement dans un restaurant modeste de Paris,. Viard suit Egerton dans ses déplacements entre Paris et Londres et se plie aux fantaisies culinaires de l’aristocrate qui provoquent régulièrement l’étonnement de ses visiteurs.
À la mort d’Egerton en 1829, il met fin à son activité de cuisinier et prépare un nouvel ouvrage, interrompu par son décès : un livre de recettes destiné aux familles peu fortunées expliquant comment, avec un minimum de moyens, « préparer un excellent dîner avec les restes d’un repas précédent ».

### Dernières volontés
Les volontés d’André Viard pour ses obsèques dévoilent, outre sa discrétion, un certain penchant à l’excentricité. Bien avant son décès survenu en 1834, il avait fait construire sa tombe au Père-Lachaise, qu’il allait voir chaque semaine. Selon Henrion, il avait exigé que son cercueil soit assez grand pour qu’on puisse le remplir de 1 000 livres de sel et d’autant de son (ce qui fut fait). Il interdit également à ses proches amis — précisément cités, au nombre de 25 — de se recueillir devant sa tombe le jour de ses obsèques, au lieu de quoi ils devaient se rassembler pour un repas chez un restaurateur précis, qu’il avait déjà commandé pour la somme de mille francs.

## Œuvres
- A. Viard, Le Cuisinier impérial, ou l’art de faire la cuisine et la pâtisserie pour toutes les fortunes, Paris, Barba, 1806 (lire en ligne) (neuf éditions jusqu’en 1814).
- A. Viard, Le Cuisinier royal, ou l’art de faire la cuisine et la pâtisserie pour toutes les fortunes, Paris, Barba, 1817 (lire en ligne).
- A. Viart (sic), Fouret, Delan et Bernardi, Le Cuisinier impérial de la ville et de la campagne, Paris, Barba, 1852 (crédité comme auteur principal, mais sans nouvelle contribution).